# Henry megye (Alabama)
Henry megye az Amerikai Egyesült Államokban, azon belül Alabama államban található.  Az állam délkeleti részén található Henry megyét a Wiregrass régió központjaként is ismerik, mivel a régiót alkotó kilenc Alabama-i megyét a megye által egykor felölelt földekből alakították ki. Henry megyében jelentős a földimogyoró termesztés , Dothan városában , amelynek egy része Henry megyében található, évente megrendezik a Nemzeti Földimogyoró Fesztivált e fontos termény tiszteletére. A megyét egy választott hattagú bizottság irányítja. Eddie Kirkland zenész , Henry megyében nevelkedett  Megyeszékhelye Abbeville, legnagyobb városa Headland. Lakosainak száma 17 146 fő (2020. április 1.). Henry megye Barbour, Houston, Dale, Clay és Early megyékkel határos.

## Története
Henry megyét 1819. december 13-án alapították. Eredetileg a megye hatalmas területet foglalt magában az egész wiregrass régiót a későbbiekben kilenc másik megyét alakítottak ki a területéből: Coffee , Covington , Dale , Genf , Henry és Houston , valamint Barbour , Pike és Crenshaw megyék megalkotásakor is felhasználták. Közel 100 év alatt Henry megye így vált Alabama legnagyobb megyéjéből az állam egyik legkisebb megyéjévé.
Henry megyét Patrick Henry ről, a híres virginiai államférfiról és szónokról nevezték el. A legkorábbi telepesek Georgia és Carolina államból érkeztek az 1814-es Fort Jackson-i szerződés után , amelyben a Creekek átengedték a Chattahoochee folyó mentén lévő földjeiket az Egyesült Államoknak. Az első települések a megye északkeleti részén és a Chattahoochee folyó partján jöttek létre. A legkorábbi települések és városok közé tartozott Abbeville, Headland és Newville .
Henry megye megyeszékhelye a megye területének többszöri csökkentése miatt többször is helyet változtatott. Az első megyeszékhely Richmond volt, egy már nem létező város. Egy kis gerendaépület szolgált megyei bíróságként 1822 és 1826 között, amikor a megyeszékhely Columbiába költözött, ahol 1826 és 1833 között egy rönkből készült bírósági épületet használtak. Ekkor a megyeszékhely végső helyére Abbeville-be került. 1833 és 1889 között több fából készült törvényszék szolgálta a megyét, ekkor épült ugyanitt egy kétszintes, négyszögletes óratoronnyal rendelkező tégla törvényszék. 1935-ben az ötödik bírósági épületet átalakították, a fehér festése miatt, „Fehér Ház” néven vált ismertté. 1965-ben az ötödik bírósági épületet lebontották, hogy helyet adjon a hatodik és a mai bíróságnak, egy háromemeletes neoklasszikus épületnek, amelyet 46 keskeny oszlop vesz körül.

## Népesség
A 2020-as népszámlálási becslések szerint Henry megye lakossága 17 146 fő volt a következő eloszlás szerint.
| Rassz            | lélekszám | százalék | rangsor az állam 67 megyéje közül |
| ---------------- | --------- | -------- | --------------------------------- |
| Teljes           | 17146 fő  | 0,34     | 51                                |
| Fehér            | 11842 fő  | 69,1     | 32                                |
| Afroamerikai     | 4232 fő   | 24,7     | 30                                |
| Több rasszú      | 566 fő    | 3,3      | 34                                |
| Spanyol          | 334 fő    | 1,9      | 47                                |
| Őslakos és egyéb | 99 fő     | 0,6      | 30                                |
| Ázsiai           | 73 fő     | 0,4      | 34                                |

Abbeville megyeszékhelynek 2572 lakosa van.
 További települések a megyében: Headland , Newville és Haleburg. Dothan városának egy része Henry megyében található. 
A háztartások medián jövedelme 51 715 dollár volt, szemben az állam egészére vonatkozó 52 035 dollárral, az egy főre jutó jövedelem pedig 26 011 dollár volt, szemben az állam egészének 28 934 dollárjával.
A megye népességének változása:
| Lakosok száma | 17 290 | 17 424 | 17 285 | 17 296 | 17 221 | 17 146 |
|               | 2010   | 2011   | 2012   | 2013   | 2015   | 2020   |

## Gazdaság
Henry megyében is a mezőgazdaság volt az uralkodó foglalkozás, a megye területe azonban a rossz minőségű talaj és az elszigeteltség miatt ritkán lakott volt. Az önellátó kis gazdálkodások voltak túlsúlyban. A polgárháború után fellendült a faipar. Az 1900 as évek elején megjelent újfajta mezőgazdasági eszközök segítségével, termővé tudták tenni a homokos talajt és a régió gyapottermelő régióvá vált. A zsizsik megjelenése tönkretette a gyapottermesztést és ezért helyettesítő növényt kelet keresniük, a földimogyoróra esett a választás, ez annyira sikeres lett, hogy mára a területen termesztik az amerikai földimogyoró termelés 50 százalékát.

## Foglalkoztatás
A 2020-as népszámlálási becslések szerint a jelenlegi Henry megyében a munkaerő a következő ipari kategóriákra oszlik:
- Oktatási szolgáltatások, valamint egészségügyi és szociális segélyek (22,8 százalék)
- Feldolgozóipar (14,4 százalék)
- Kiskereskedelem (12,4 százalék)
- Szakmai, tudományos, gazdálkodási, valamint adminisztratív és hulladékgazdálkodási szolgáltatások (8,9 százalék)
- Egyéb szolgáltatások, kivéve a közigazgatást (7,8 százalék)
- Szállítás és raktározás, valamint közművek (7,8 százalék)
- Művészetek, szórakoztatás, rekreáció, valamint szállás- és étkezési szolgáltatások (5,7 százalék)
- Mezőgazdaság, erdőgazdálkodás , halászat és vadászat , valamint kitermelő (4,7 százalék)
- Nagykereskedelem (4,2 százalék)
- Pénzügy és biztosítás, valamint ingatlan, bérbeadás és lízing (4,1 százalék)
- Építőipar (3,6 százalék)
- Közigazgatás (2,4 százalék)
- Információ (1,2 százalék)

## Oktatás
Henry megyében hét iskola található.

## Földrajz
Az 1472 négyzetkilométer területű Henry megye az állam délkeleti részén fekszik. A megye az East Gulf Coastal Plain régiójának része , és homokos és sekély parti síksági talajokból áll. A megyét végig fenyvesek tarkítják.
A Chattahoochee folyó és alsó mellékfolyói Henry megyében folynak, csakúgy, mint a Choctahoochee folyó számos mellékfolyója. Mivel a Chattahoochee folyó az egyik leginkább duzzasztott folyó délkeleten, ökoszisztémái súlyosan megváltoztak az elmúlt fél évszázad során. A folyó általános biológiai sokfélesége csökkent, és több hal- és kagylófaj is veszélyben van. Mindkét folyó festői kilátást és kikapcsolódási lehetőséget kínál a Henry megyébe látogatók számára.
Az US 431 autópálya Henry megye fő közlekedési útvonala. Az US 431 észak-déli irányban halad Henry megye nyugati határa mentén. Abbeville városi repülőtere és Headland városi repülőtere a megye két nyilvános repülőtere .

## Események és látnivalók
Számos kikapcsolódási lehetőség kínálkozik Henry megyébe látogatók számára. Az Abbeville-i Cross Key Shooting Preserve, amely több mint 4000 hektáron terül el, lehetőséget kínál a látogatóknak vezetett fürjvadászaton és lovaglásra. A Walter F. George Lake, Henry megye északkeleti határán, 45 181 hektárnyi vizet foglal magában , és 640 mérföldnyi partszakasszal rendelkezik. A tó látogatói számos tevékenységben vehetnek részt, beleértve a kempingezést, a vadászatot, a horgászatot és a csónakázást.
A Nemzeti Mogyorófesztivált minden ősszel Dothan ban tartják, és ez az ország legnagyobb mogyorófesztiválja. Headland városában a kereskedelmi kamara minden év októberében megrendezi a Szüreti Napi Fesztivált és júniusban a Daylily Fesztivált. Abbeville városa számos történelmi épületnek ad otthont, köztük az Abbeville-i metodista templomnak (1896) és a Bethune-Kennedy-háznak (kb. 1870).

 A város minden májusban ad otthont a Yatta Abba Day művészeti és kézműves fesztiválnak.